# St Hilda's College (Oxford)
St Hilda's College es uno de los centros universitarios de la Universidad de Oxford (Inglaterra). St Hilda's fue fundada en 1893 como centro para mujeres, y así quedó hasta 2008. Este college debe su nombre a Hilda de Whitby. El actual decano es Gordon Duff, que ocupó el cargo en 2014. En 2012, tuvo una dotación de £37 millones.

## Historia
Fundado por Dorothea Beale en 1893, St Hilda's College era originalmente un centro de estudios para mujeres, un estado que mantuvo hasta 2008. Mientras que otras universidades de Oxford gradualmente se convirtieron en mixtas, no hubo un debate serio en St. Hilda's hasta 1997, según un ex subdirector, y luego el debate se aplicó únicamente a La cuestión de los nombramientos del personal. Después de una votación el 7 de junio de 2006 por el Consejo de Administración, hombres y mujeres podían ser admitidos como becarios y estudiantes. Este voto fue llevado a cabo con un margen estrecho y siguió a los anteriores votos fallidos que fueron protestados por los estudiantes debido a la forma en que se llevaron a cabo. El cambio produjo una cierta consternación por parte de las alumnas. En octubre de 2007 se concedió una carta complementaria y en 2008 se admitió por primera vez a estudiantes varones en St Hilda's. El colegio cuenta ahora con un número casi igual de hombres y mujeres tanto a nivel de licenciatura como de posgrado. En agosto de 2018, la tabla provisional de Norrington mostró que el 98% de los estudiantes finalistas de St Hilda's obtuvieron al menos un 2.i en su título.

### Remo de mujeres
St Hilda College fue la primera universidad de mujeres en Oxford y Cambridge en crear un equipo de remo de mujeres en 1911. Fue la estudiante de St Hilda, H.G. Wanklyn, quien formó el OUWBC y fue el timonel de la primera Carrera de remos femenina de 1927, con cinco remeras del College.
En 1969, el St Hilda's Eight hizo historia en Oxford cuando se convirtió en la primera tripulación femenina en remar en la Summer Eights. Se colocaron en el 12º lugar.

### Documental
El alumnado de St.Hilda College, era el tema del Canal 4 en la serie documental Chicas Universitarias, retransmitida en 2002.

## Ubicación

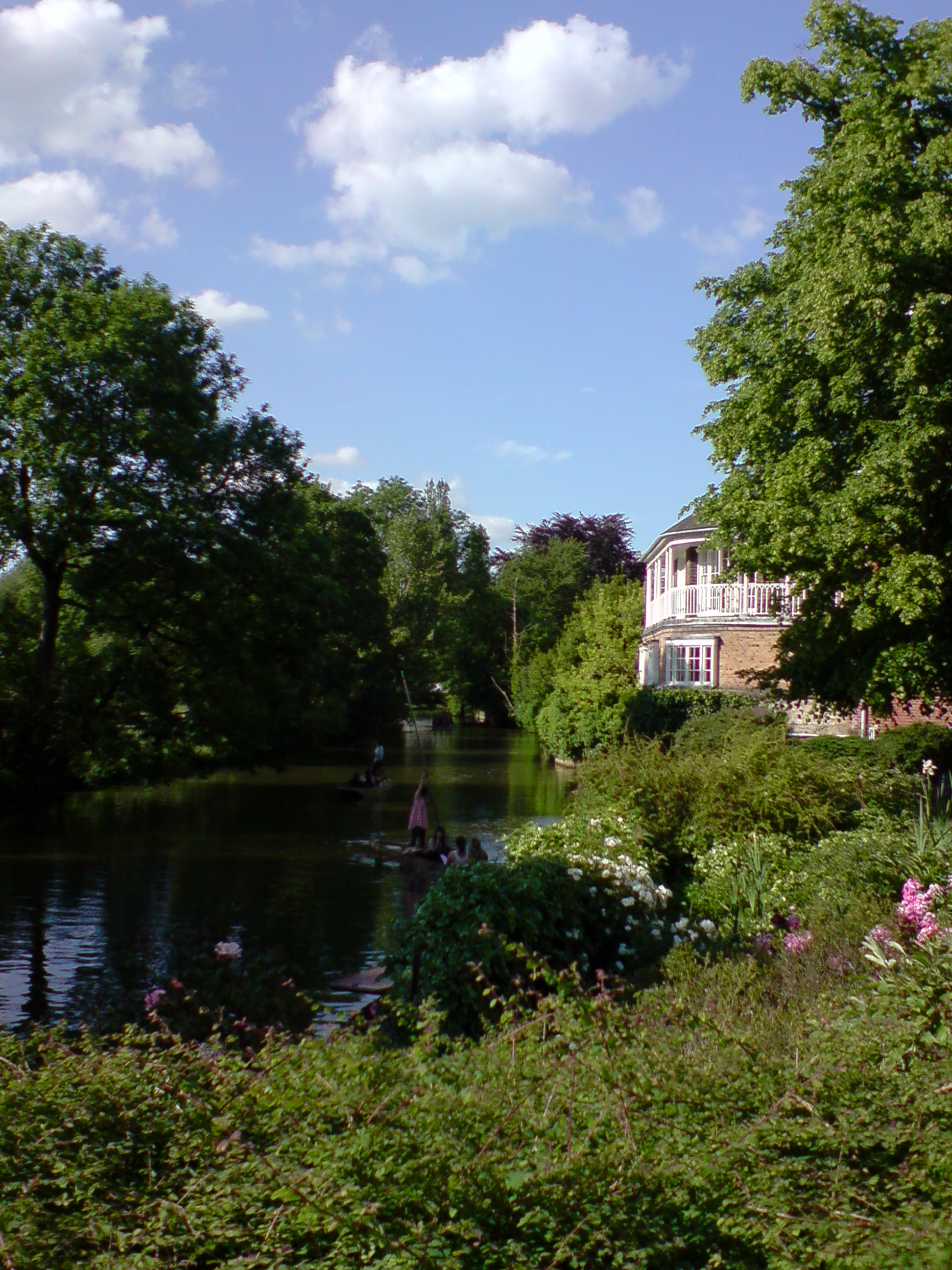
Milham Ford Edificio por el Río Cherwell

La universidad está localizada en el fin oriental de la Calle Alta, Oxford, sobre Magdalen Puente, en Cowley Sitio, haciéndolo la Universidad única de Oxford universitario lying este del Río Cherwell. Sus tierras incluyen seis edificios importantes, los cuales contienen alojamiento estudiantil, enseñando áreas, cenando sala, la biblioteca y bloques de administración: Sala, Al sur, Milham Ford, Wolfson, Jardín, y la Christina Barratt Edificio (abierto en 2001). Además, la Jacqueline Du Pré Edificio de Música es un local de concierto nombrado después del famoso cellist quién era un honorary socio de la universidad. El universitario también posee un número de propiedades en Iffley Carretera, y en el Cowley área. Es el más oportunamente situado Oxford universidad para el Iffley Complejo de Deportes de la Carretera, un foco para Oxford Deporte Universitario.
El tramo de tierras universitario a lo largo de las orillas del río Cherwell, con muchos las habitaciones universitarias que pasan por alto el río y jugando campos más allá. La universidad tiene su flota propia de punts, el cual los estudiantes de la universidad pueden contratar para libres en meses de verano. Desafortunadamente, esta ubicación tiene en el tiempo dirigió a problemas con inundar en Milham Ford edificio.

## Edificios

### La Jacqueline Du Pré Edificio de Música

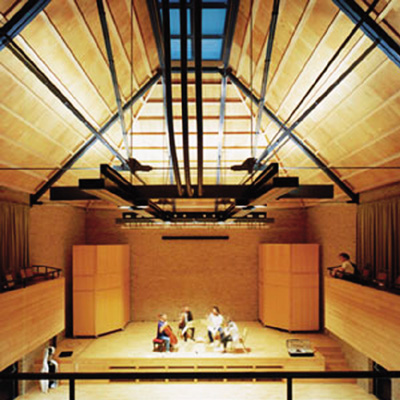
La Jacqueline Du Pré Edificio de Música

La Jacqueline Du Pré Edificio de Música (JdP) es una parte de St la universidad de Hilda. Nombrado después de británico cellist Jacqueline Du Pré, un honorary socio de la Universidad, el JdP era el primer propósito-sala de concierto construido para ser construido en Oxford desde el Holywell Habitación de Música en 1742. Construido en 1995 por Van Heyningen y Haward Arquitectos, alberga el Steinway-Auditorio de Boyle de Edward equipado y un número de habitaciones de práctica de la música. En 2000 los arquitectos diseñaron un nuevos, ampliados foyer espacio; un flaco-a estructura de vaso a lo largo de la elevación de frente a la música de existir edificio. Además de los recitales frecuentes presentaron por el St la sociedad de Música de Hilda, el JdP también conciertos de anfitriones por un número de intérpretes renombrados mundiales. Músicos quiénes han actuado en el JdP en los años recientes incluyen Steven Isserlis, el Jerusalem Cuarteto, el Chilingirian Cuarteto y el Belcea Cuarteto.
El edificio también ha sido utilizado para rendimientos dramáticos amateurs, desde entonces 2008 St la sociedad de Obra Universitaria de Hilda ha sido produciendo varios juegos un año en el Auditorio de Boyle del Edward.

## Las personas asociaron con la universidad

### Alumnado anterior
Ver también Categoría:Alumni de St la universidad de Hilda, Oxford.

### Academics/Profesores
- Heather Bell
- Mary Bennett
- Gordon Duff
- Helen Gardner
- Elspeth Kennedy
- Barbara Levick
- Beryl Smalley
- Helen Waddell
- Kathy Wilkes

### Honorary Socios
- Jacqueline Du Pré
- Rosalyn Tureck